# Lipolýza

Triacylglycerol

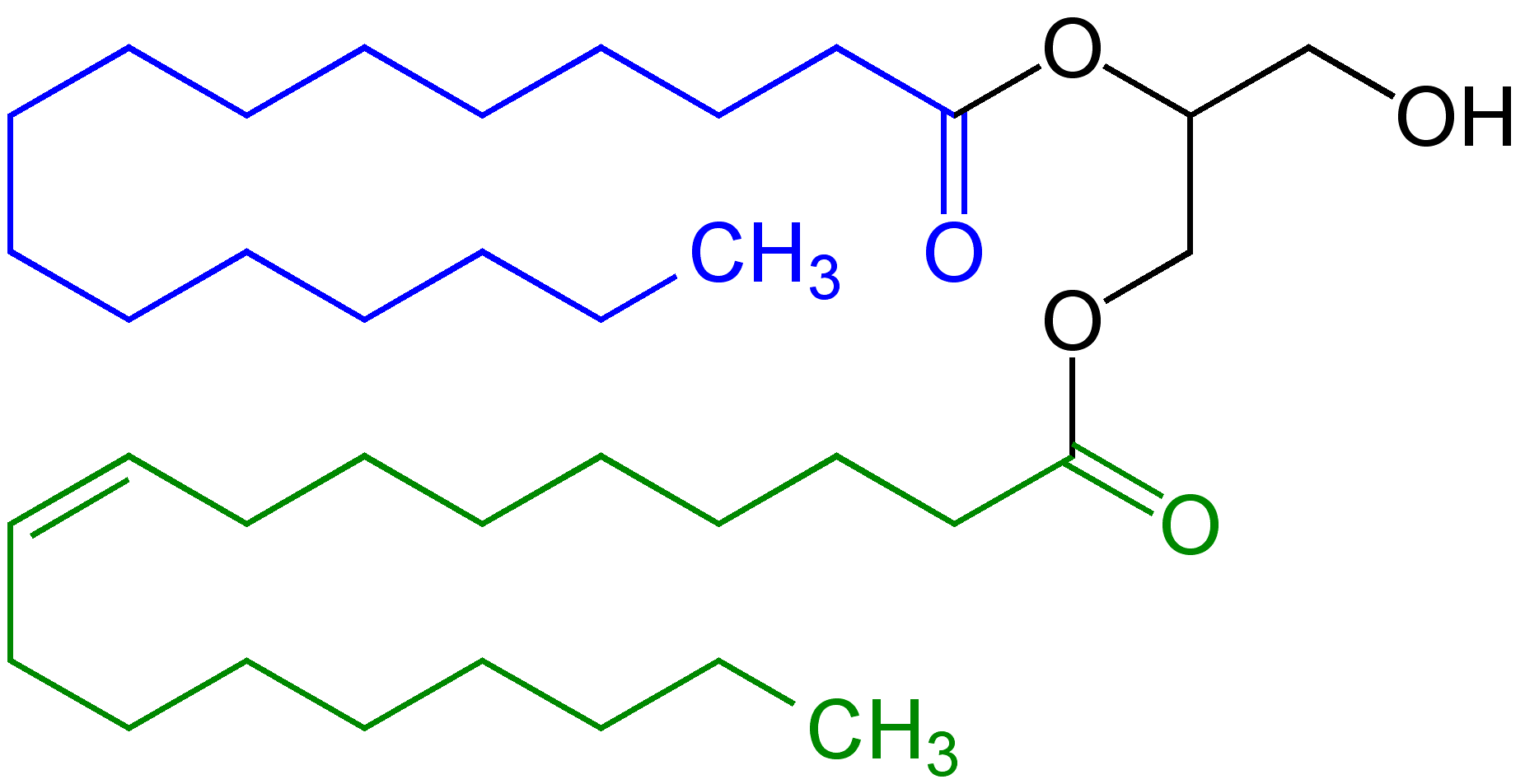
Diacylglycerol

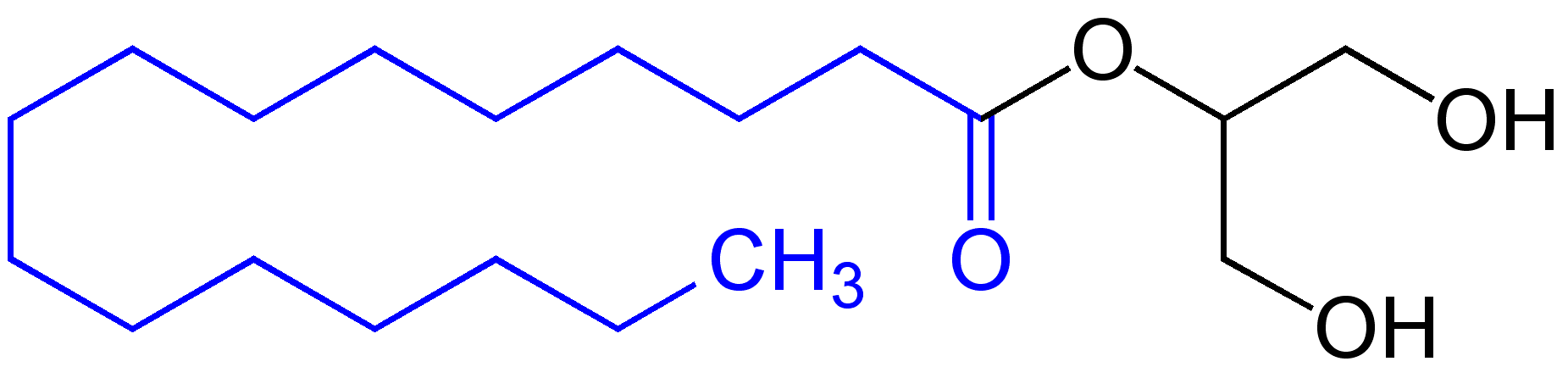
Monoacylglycerol

Lipolýza je odbourávání tuku uloženého v tukových buňkách. Během tohoto procesu se do krevního oběhu uvolňují volné mastné kyseliny a jsou krví distribuovány po celém těle. Tvoří se ketony – při ketóze (metabolickém stavu, kdy játra přeměňují tuk na mastné kyseliny a ketolátky, které organismus může využít jako zdroj energie) se v těle vyskytují ve značném množství. K odhalení ketózy se používají testovací proužky, např. Ketostix.
Lipolýzu vyvolávají hormony adrenalin, noradrenalin, glukagon a adrenokortikotropní hormon. Tyto hormony spouští 7TM receptory (G-proteinové receptory), které aktivují adenylátcyklázu. To vede ke zvýšené tvorbě cyklického adenosinmonofosfátu (cAMP), který aktivuje proteinovou kinázu A a ta následně aktivuje lipázu obsaženou v tukové tkáni.
Triacylglycerol podléhá lipolýze (hydrolýze pomocí lipáz) a je štěpen na glycerol a mastné kyseliny. Po uvolnění do krve se relativně hydrofobní volné mastné kyseliny vážou na sérový albumin, se kterým se přenášejí do tkání, které potřebují energii. Také glycerol vstupuje do krve a je zachytáván v játrech nebo v ledvinách, kde se převádí na glycerol 3-fosfát enzymem glycerolkinázou. Probíhá-li tento proces v játrech, převádí se produkt z většiny na dihydroxyacetonfosfát (DHAP) a potom na glyceraldehyd-3-fosfát (GA3P), který opět vstupuje do glykolýzy a glukoneogeneze.
Zatímco lipolýza je hydrolýza triacylglycerolu, tedy proces, při němž se triacylglycerol štěpí, při esterifikaci se naopak vytváří. Esterifikace a lipolýza jsou v zásadě vzájemně opačné procesy.